# Sinumelon vagente
Sinumelon vagente är en snäckart som beskrevs av Tom Iredale 1939. Sinumelon vagente ingår i släktet Sinumelon och familjen Camaenidae. Inga underarter finns listade i Catalogue of Life.